# Blepharita atlanticum
Blepharita atlanticum är en fjärilsart som beskrevs av Bethune-Baker 1891. Blepharita atlanticum ingår i släktet Blepharita och familjen nattflyn. Inga underarter finns listade i Catalogue of Life.